# Amblypsilopus pollinosus
Amblypsilopus pollinosus är en tvåvingeart som först beskrevs av Van Duzee 1915.  Amblypsilopus pollinosus ingår i släktet Amblypsilopus och familjen styltflugor. Inga underarter finns listade i Catalogue of Life.